# Operação Soberania (Panamá)
A Operação Soberania (em castelhano:  Operación Soberanía) foi um evento ocorrido em 2 de maio de 1958 na antiga Zona do Canal do Panamá onde um grupo de jovens universitários, em uma operação clandestina e secreta, surpreenderam as autoridades dos Estados Unidos que administravam o Canal do Panamá e hastearam a bandeira panamenha em vários lugares simbólicos.

## Fatos
Um grupo de estudantes universitários panamenhos liderados por Carlos Arellano Lennox e organizado pela União dos Estudantes Universitários do Panamá decidiram, em 2 de maio de 1958, espalhar setenta e cinco bandeiras panamenhas de forma pacífica, cívica e silenciosa, ao mesmo tempo e nos principais pontos da Zona do Canal do Panamá, principalmente na área próxima ao prédio administrativo do Canal, que foram imediatamente recolhidas pela Polícia da Zona e devolvidas ao Governo do Panamá.
Com esta ação, exigiu-se a revisão dos tratados do Canal do Panamá e da soberania panamenha no local.

## Consequências
A Operação Soberania foi o início de outras façanhas patrióticas que conseguiram espalhar a bandeira panamenha na Zona do Canal em 3 e 4 de novembro de 1959 e em 9 de janeiro de 1964. Como resultado dessas lutas, foram cunhadas as frases “El que siembra banderas cosecha soberanía” e “Un solo territorio, una sola bandera”.
Nos eventos de 3 de novembro de 1959, a chamada "Siembra de Banderas", liderada pelo Deputado Aquilino Boyd e pelo Dr. Ernesto Castillero Pimentel, professor da Universidade do Panamá, o povo panamenho foi convidado, de maneira pacífica a entrar na Zona do Canal do Panamá, portando a bandeira panamenha como ato de reafirmação da soberania. A princípio, o protesto foi pacífico, mas quando o governo da Zona ordenou a proibição da entrada de manifestantes, houve uma violenta repressão e até a violação de uma bandeira panamenha por alguns policiais estadunidenses. Isso alterou os ânimos dos panamenhos, a ponto de ser necessário mobilizar um destacamento do exército dos Estados Unidos. Houve pessoas feridas em ambos os lados.
Após uma luta popular e diplomática do Governo do Panamá e de seu povo, em 17 de setembro de 1960, o presidente dos Estados Unidos, Dwight D. Eisenhower, reconheceu que a bandeira panamenha deveria ser hasteada juntamente com a bandeira estadunidense, e assim iniciaram-se as negociações, que foram consumadas no Acordo Chiari-Kennedy de 1962, que concedeu mais liberdades sociais e econômicas aos panamenhos dentro da Zona do Canal. Também com esse acordo, foi criada uma comissão bipartidária que resolveria a questão da bandeira.